# Cambé
Cambé (Nova Danzig, Nova Dantzig, Nowy Gdańsk) to miasto brazylijskie w stanie Paraná, leżące w aglomeracji Londriny. 
Po pierwszej wojnie światowej rząd brazylijski wspierał osadnictwo z Europy. Na obszarze dzisiejszego stanu Paraná działała Companhia de Terras Norte do Paraná, która nabywszy duże obszary lasu, udostępniała wylesione tereny i wspierała kolonizację, co skutkowało powstaniem licznych osad wiejskich i wspierających je miast. 
Częścią tego procesu było przybycie w styczniu 1932 r. pierwszych kupców z nowo powstałego Wolnego Miasta Gdańska, którzy założyli kolonię Neu Danzig, (nosiła też nazwy: Nova Dantzig oraz Nova Danzig) na cześć Wolnego Miasta Gdańska, skąd pochodzili pierwsi osadnicy. W 1932 szefem osady był Franz Bloch. W 1935 dotarła do osady linia kolejowa, która była impulsem rozwoju osady i okolic, zaś budynek stacyjny był pierwszym murowanym budynkiem. Osada rozwijała się dynamicznie, w sposób planowany zyskując cechy miejskie. Granicę jej centrum miejskiego zaprojektowanego przez Cia de Terras wyznaczała ulica Niemiecka (obecnie ulica Belo Horizonte), biegnąca równolegle do torów kolejowych i otaczająca pozostałe ulice. W krótkim czasie napłynęli profesjonaliści rozmaitych specjalności, pojawiły się zakłady handlowe i rezydencje. Władze powołały agencję skarbową oraz zorganizowały szereg zakładów świadczących usługi municypalne.
W 1939 miasto zamieszkiwało około 10 tys. mieszkańców.
W 1940 doszło do zmiany niemiecko brzmiącej dotychczasowej nazwy miasta Nova Danzig na Cambé – od strumyka opływającego osadę. Zmiany dokonano na mocy ustawy z 1937 nakazującej posługiwanie się w sprawach urzędowych wyłącznie językiem portugalskim, oraz po wybuchu II wojny światowej, po opowiedzeniu się władz brazylijskich po stronie aliantów w celu odcięcia się od wszelkich skojarzeń z nazistowskimi Niemcami. 
W centrum miasta, w dolinie, położony jest uważany za widokówkę miasta park miejski „Zezão”. 
Na bazie byłej kolonii Nova Danzig powstał skansen Danziger Hof (Parque Municipal Danziger Hof) w których pomieszczono domy rodzinne pierwszych osadników – rodzin Tkotz i Zifchak. Jego nazwa wywodzi się od tak ironicznie nazwanego na cześć najbardziej ekskluzywnego hotelu w międzywojennym Gdańsku Danziger Hof, wybudowanego w 1932 drewnianego domu świetlicy o tej samej nazwie. 
W 1985 utworzono Muzeum Historyczne Cambé (Museu Histórico de Cambé). 